# Szandzsar nagyszeldzsuk szultán
Szandzsar (سنجر [Sanǧar]), muszlim nevén Abu l-Hárisz Ahmad (أبو الحارث أحمد [Abū l-Ḥāriṯ Aḥmad]), uralkodói nevein Adud ad-Daula (عضد الدولة [ʿAḍud ad-Dawla]), Burhán Amír al-Muminín (برهان أمير المؤمنين [Burhān Amīr al-Muʾminīn]) és Muizz ad-Dunja va d-Dín (معز الدنيا والدين [Muʿizz ad-Dunyā wa d-Dīn], Szindzsár, 1084 vagy 1086 novembere – Merv, 1157 tavasza) a Szeldzsuk-család tagja, Maliksáh nagyszeldzsuk szultán fia, Horászán alárendelt szultánja (1097–1118), majd 1119-től haláláig nagyszeldzsuk szultán volt. Ő volt a cím utolsó olyan viselője, aki valós hatalommal rendelkezett, de uralkodása végén a nomád oguzoktól elszenvedett vereség miatt uralma összeomlott. Három és fél évnyi nyomorúságos fogságot követően, minden hatalmát elvesztve halt meg.

## Horászán élén
Maliksáh (1073–1092) és egyik ágyasának fia a felső-mezopotámiai Szindzsár városában született (a későbbi források szerint innen kapta nevét), míg apja a birodalom északnyugati határain háborúzott. 1097-ben féltestvére, Barkijáruk (1094–1105) nevezte ki Horászán élére, miután leverte nagybátyja, Arszlán Argún ottani lázadását. A kiskorú Szandzsar mellé régenst (atabég) nevezett ki, ennek ellenére az ifjú uralkodó a híradások szerint már kinevezése évében hadjáratokon vett részt. Szandzsar mervi udvara a perzsa nyelvű kultúra fellegvárává vált: a szultán támogatását élvezte a költők közül Muizzi, Adíb Szábir és Anvari, valamint az adab-író Nizámi Arúzi. A jeles teológus, al-Gazáli is felszólalt egyszer a szultán előtt, akinek egy értekezést is küldött.
Horászáni évei során Szandzsar győzelmet aratott a betörő transzoxániai Karahánidák felett, uralkodójukat elfogta és megölte, majd hűbéreseként egy részben karahánida, részben szeldzsuk származású uralkodót helyezett a szamarkandi trónra. 1117-ben Horászán délkeleti szomszédját, a Gaznavidák szultánságát is sikerült alávetnie, amikor beavatkozott a család trónviszályába, és Bahrámsáhot segítette hatalomra. Közben több csapást mért a kúhisztáni hegyi erődökben megtelepedett iszmáilita aszaszinokra is, akiket azonban nem tudott teljesen kiirtani, és később is több hadjáratot kellett indítania ellenük.
Eközben Barkijáruk uralkodását megnehezítette, hogy Muhammad Tapar, Szandzsar vér szerinti testvére trónigénnyel jelentkezett. Az elkövetkező háborús években Szandzsar Muhammadot támogatta, és továbbra is számos katonai akcióban vett részt, idővel minden bizonnyal önállóan. Nagy szerepe volt abban, hogy Barkijáruk 1105-ös halálakor Muhammad szerezte meg a nagyszultáni rangot.

## Szandzsar nagyszultán

### A nyugat alávetése
Muhammad Tapar 1118-as halálakor egyik fiát, Mahmúdot kiáltották ki nagyszultánná, amit részint fivérei, részint Szandzsar is érvénytelennek tekintett, magának követelve a trónt. 1119 nyarán a dzsibáli Száva mellett legyőzte unokaöccsét, akit nem csak életben hagyott, de még a nyugati területek szultánjának is meghagyott, és örökösévé nevezett ki. Szandzsar egyúttal kiterjeszthette közvetlen uralmát Kúmiszra, Mázandaránra és a dzsibáli Rajj környékére, és elismerték jogát a bagdadi parancsnok kinevezésére.
Titulusát haláláig meg tudta őrizni, de a Mazopotámia feletti uralom megőrzésére erőfeszítéseket kellett tennie. Mahmúd 1131-es halála után fia, Dávúd ellen lépett fel trónigénnyel három nagybátyja, a fárszi Maszúd, a kazvini Togril és az azerbajzsáni Szaldzsúksáh. A három fivér Szandzsarhoz fordult, aki Togril mellett döntött, de ezt Maszúd és Szaldzsúksáh nem fogadta el, és fellázadtak. Szandzsar 1132-ben legyőzte Maszúdot Dínavarnál, de ezután már keleti lekötöttsége miatt nem tudott beavatkozni a küzdelembe, így végül Maszúd szilárdította meg hatalmát nyugaton. Al-Musztarsid és ar-Rásid kalifák függetlenségi törekvéseit Maszúd meg tudta állítani. Feltevések szerint Szandzsarnak szerepe volt abban, hogy a két rebellis kalifával egyaránt bérgyilkosok végeztek.

### Küzdelmek keleten
Szandzsar szultánságát végigkísérték az alborzi és a kúhisztáni aszaszinok elleni küzdelmek. 1126-ban lemészároltatta a horászáni iszmáilitákat, majd 1127-ben a szekta központjára, Alamútra támadt. 1134-ben a kúmiszi Girdkúh várát ostromoltatta meg, amit a híradások szerint majdnem el is foglaltak csapatai, de hadvezérét megvesztegették, így felhagyott az ostrommal. Uralkodása utolsó szakaszából, 1151-ből is ismert egy sikeres hadjárata.
A Transzoxániában szerzett befolyását 1130-ban újabb hadjárattal kellett megerősítenie. Az általa 1102-ben trónra tett Arszlan kán Muhammad után több leszármazottját trónra tette, míg harmadik fia, Mahmúd stabilizálni tudta a hatalmát 1132 körül. A gaznavida Bahrám Sáh feletti befolyását is hadjárattal kellett helyreállítania 1135-ben: ekkor a nagyszultán hadaival megszállta Gaznát, az indiai területekre menekülő Bahrám Sáh pedig visszatért a hűségére. 1138-ban az addig lojális és ura több hadjáratán részt vevő hvárezmi helytartó, a jelentős saját erőre szert tett Alá ad-Dín Atszíz lázadt fel. Szandzsar könnyűszerrel elfoglalta a tartományt, de távozását követően a lakosság elűzte a helyőrséget, a visszatérő Atszíz pedig megbuktatta az általa kinevezett helytartót.
Szandzsar nem gondolhatott válaszcsapásra, mert a mandzsúriai karakitajok lerohanták és legyőzték vazallusát, Mahmúd karahánida uralkodót. A segítségére siető nagyszultán hatalmas serege 1141 folyamán csapott össze Szamarkand és Hudzsand között, a Szir-darja középső folyásánál lévő katváni sztyeppén. A szeldzsukok (javarészt nomád szövetségeseik megbízhatatlansága miatt) vereséget szenvedtek, a karakitajok pedig egy saját hűbéresüket ültették a karahánida trónra. Rövidesen Atszízt is vazallusukká tették, az első vereségét elszenvedett Szandzsart viszont nem háborgatták tovább. Atszíz megpróbálta kihasználni a helyzetet és betört Horászánba, kifosztva Mervet, ám a még mindig jelentős erők felett rendelkező nagyszultán rövidesen ellencsapást indított, és újra megszállta Hvárezm fővárosát, Gorgandzsot (1043/1044 k.). Bár Atszíz rövidesen ismét helyreállította a hatalmát, ellenségeskedésük véget ért. Bár Transzoxániát elvesztette, a katváni csata legfeljebb a presztízs és anyagiak tekintetében jelentett súlyos vereséget, amit jól mutat, hogy az idős Szandzsar 1052-ben könnyűszerrel legyőzte a Gúridák heráti szeldzsuk helytartó által támogatott lázadását.

### A bukás
A folyamatos háborúskodás fedezésére Szandzsar egyre magasabb adót volt kénytelen kivetni alattvalóira. A tohárisztáni oguzok, megelégelve az élükre kinevezett helytartó zsarnokoskodásait, lázongani kezdtek, amit a szultán büntetőhadjáratokkal akart megtorolni. Mindenki meglepetésére a nomádok két csatában is legyőzték (újfent seregének megosztottsága és árulások miatt), majd, miután kénytelen volt kiüríteni Mervet, háremével együtt elfogták. Szandzsar három és fél éven át raboskodott az oguz nomádoknál, akik akadálytalanul fosztogathatták végig a gazdag és népes Horászánt, súlyos pusztítást víve végbe. Eközben a szeldzsuk hadsereg maradékait irányító emírek Szandzsar unokaöccsét, a korábbi karahánida fejedelmet, Mahmúdot kiáltották ki nagyszultánná, amit a nyugati II. Muhammad is elismert, de ezzel csak nagyon korlátozott hatalom járt.
Szandzsar 1056 őszén megszabadult a közmondásosan nyomorúságos és megalázó fogságából, és Tirmidzen át visszatért Mervbe. Hajdani székvárosában halt meg 1057 tavaszán.